# Frank Brown (cyclisme)
Pour les articles homonymes, voir Frank Brown et Brown.
Frank Brown (né le 11 avril 1890 à Plainfield (en) en Ontario et mort le 2 janvier 1969) est un coureur cycliste canadien.
Il participe à l'épreuve de course sur route individuelle masculine lors des Jeux olympiques de 1912 à Stockholm en Suède où il termine en 5e position.